# Ебеплия
Ебеплия (на македонска литературна норма: Ебеплија) е село в централната източна част на Северна Македония, община Карбинци.

## География
Селото е разположено в планината Плачковица.

## История
В XIX век Ебеплия е изцяло турско село в Щипска кааза на Османската империя. Според статистиката на Васил Кънчов („Македония. Етнография и статистика“) от 1900 година Ебепли има 80 жители, всички турци.
Според Димитър Гаджанов в 1916 година в Едиплии живеят 102 турци.